# ナデジダ・マウントバッテン (ミルフォード・ヘイヴン侯爵夫人)

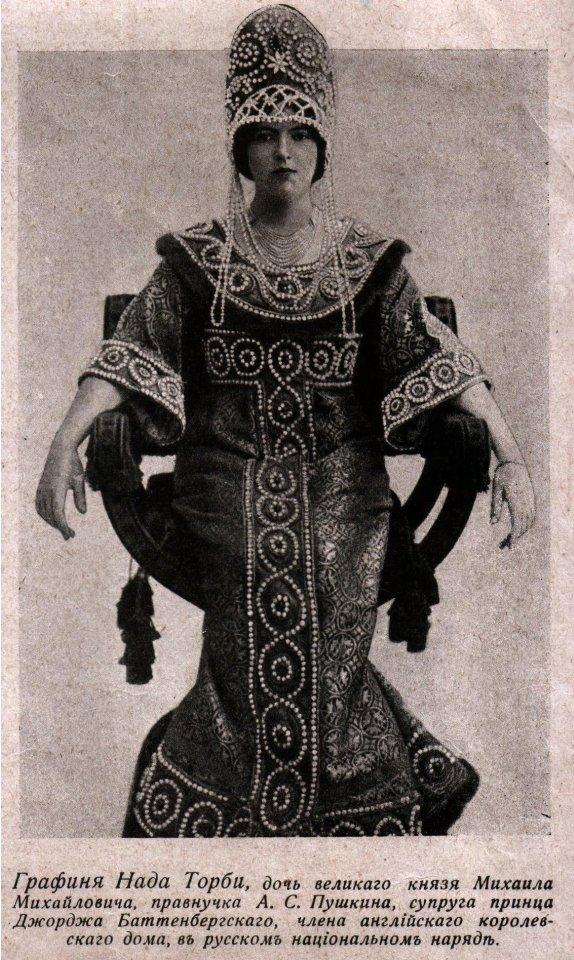
ロシア語の雑誌に掲載されたナーダの写真、1910年代後半

ナデジダ・ミハイロヴナ・マウントバッテン（英語: Nadejda Mikhailovna Mountbatten, Marchioness of Milford Haven、1896年3月28日 - 1963年1月22日）は、ロシア出身のイギリス貴族夫人。第2代ミルフォード・ヘイヴン侯爵ジョージ・マウントバッテンの妻。出生時の名前はナデジダ・ミハイロヴナ・ド・トービー（Nadejda Mikhailovna de Torby）、ロシア語名はナジェージダ・ミハイロヴナ・デ・トルビ（ロシア語: Надежда Михайловна де Торби）。愛称はナーダ（Nada）。
ロシア皇帝アレクサンドル3世の従弟にあたるミハイル・ミハイロヴィチ大公と、その妻のメーレンベルク伯爵夫人ゾフィーの間の次女として、フランスのカンヌで生まれた。両親の結婚はロシア帝室の家内法に抵触する貴賤結婚だったため、間に生まれた子供たちはロシア帝室の正式な成員とは認められなかった。ナーダとその姉アナスタシア（ジーア）、弟ミハイル（1898年 - 1959年）は、母が結婚に際して伯父のルクセンブルク大公アドルフから与えられたトービー伯爵（夫人）の称号を名乗った。母方の曽祖父には貴族で小説家のアレクサンドル・プーシキンがいる。プーシキンの曽祖父はアフリカ系黒人で貴族・少将であったアブラム・ガンニバルである。
第一次世界大戦中の1916年11月15日にロンドンにおいて、ドイツ系貴族のバッテンベルク公ルイス・アレグザンダーの長男ジョージと結婚した。夫はヴィクトリア女王の曾孫の1人として、イギリスのオルダーニー子爵（Viscount Alderney）の爵位を有していた。翌1917年に舅のバッテンベルク公がイギリスに帰化してミルフォード・ヘイヴン侯爵位を受けたのに伴い、夫が同侯爵位の相続人としてメディナ伯爵の儀礼称号を帯びたため、メディナ伯爵夫人となった。1921年には夫の襲爵によりミルフォード・ヘイヴン侯爵夫人となった。
ナーダは1934年、欧米の注目を集めていたアメリカ合衆国の鉄道王ヴァンダービルト家のお家騒動に巻き込まれた。グロリア・ローラ・ヴァンダービルトの養育権をめぐる裁判中、その母親グロリア・モーガン・ヴァンダービルトの元メイドが法廷において、自分の元雇い主とミルフォード・ヘイヴン侯爵夫人がレズビアン関係にある、という発言をしたのである。この件に関し、ナーダはこのメイドの証言について、「悪意のある、ひどい嘘の数々（"a set of malicious, terrible lies".）」として公の場で否定している。またナーダは義弟ルイス・マウントバッテン卿の妻エドウィナとは非常に仲の良い親友で、しばしば2人で世界中の様々な危険地帯、難所を冒険する旅行に出かけており、2人の間柄を同性愛だとする噂がささやかれていた。
夫との間にはタティアナ・マウントバッテン（1917年 - 1988年）、第3代侯爵となるデイヴィッド・マウントバッテン（1919年 - 1970年）の1男1女をもうけた。1938年に夫と死別した後、1963年にカンヌで死去した。